# Île Inaccessible (archipel de Ross)
Pour les articles homonymes, voir Île Inaccessible.

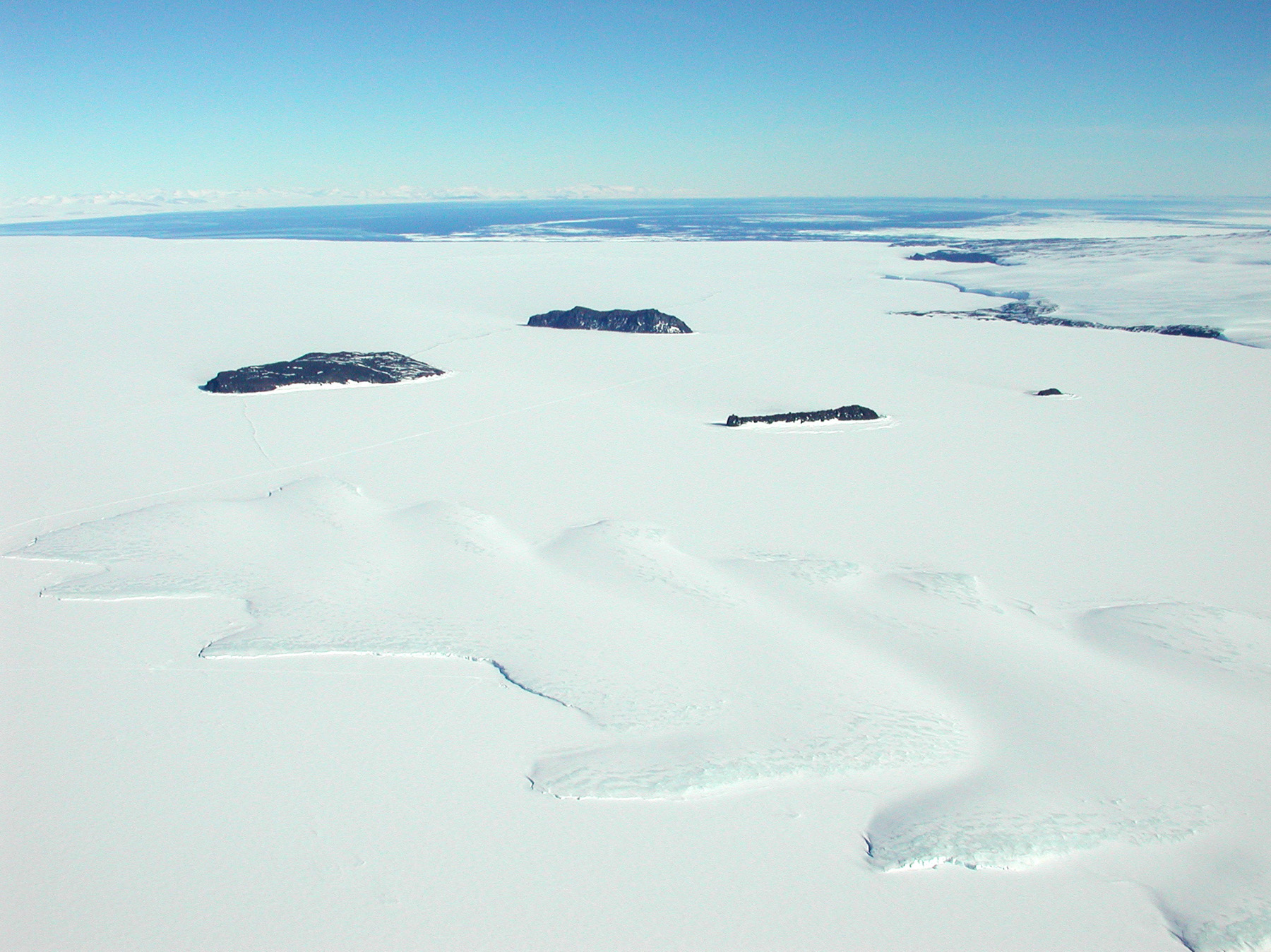
Vue aérienne des îles Dellbridge. L'île Inaccessible est la deuxième en partant de la gauche.

L'île Inaccessible est un îlot rocheux localisé à l'extrémité nord-ouest des îles Dellbridge, à un peu plus d'un kilomètre du cap Evans, sur l'île de Ross, en Antarctique. Elle se situe dans la dépendance de Ross, revendiquée par la Nouvelle-Zélande.
L'île Inaccessible présente un aspect très escarpé qu'elle doit à son caractère volcanique. Elle culmine à 95 mètres au-dessus du niveau de la mer et présente une superficie de 14 km2. Elle fut découverte par l'expédition Discovery (1901-1904), dirigée par Robert Falcon Scott. Elle fut nommée « île Inaccessible » (Inaccessible Island en anglais) en raison de la difficulté à y aborder.